# Aníbal Teixeira
Aníbal Teixeira de Souza (Belo Horizonte, 7 de março de 1933 — 23 de agosto de 2015)  foi um administrador, empresário, professor e advogado brasileiro. Membro do movimento integralista, foi um dos principais articuladores do golpe militar de 1964, e, mais tarde, da redemocratização. Ocupou importantes cargos públicos a nível nacional, tendo sido, ainda jovem, o líder do combate à grande seca de 1957 e 1958 no Nordeste. Era um dos aliados mais próximos de Juscelino Kubitschek, o que o levou a ter seus direitos políticos cassados pelo Ato Institucional nº 5. Teve atuação destacada no Governo Sarney, criando o primeiro programa social de massas do país, com importantes impactos na redução da mortalidade infantil, além da criação do vale-refeição e do vale-transporte e da origem do futuro Bolsa Família.

## Biografia
Era filho do General Antônio Teixeira de Sousa e de Elvira Morroni de Sousa. Estudou no Colégio Militar do Rio de Janeiro. Aluno rebelde e indisciplinado, rompeu com o colégio e saiu de casa, sendo empregado em uma fábrica de peixes, onde começou sua vida intelectual com os livros, orientado pelo professor integralista Hélio Rocha, e envolveu-se nas lutas sindicais. 
Com o destacamento do pai para comandar um regimento de guerra na selva, mudou-se com a família para Manaus. Ali retornou à vida escolar, formando, com colegas, a Sociedade de Estudos Oliveira Vianna. Passou a se envolver no movimento estudantil, o que o levou a ser secretário geral da União Brasileira dos Estudantes Secundaristas e, em seguida, seu presidente. Voltando, assim, ao Rio de Janeiro, morou na casa do empresário integralista Romeu de Vasconcelos Noronha e Menezes, onde teve um importante direcionamento intelectual e existencial, participou de muitos encontros de discussão teórica e política e conheceu figuras do alto escalão da vida política e econômica do país. Com 18 anos, leu Problemas de política objetiva, de Oliveira Vianna, e chocou-se ao ver uma foto de crianças e retirantes nordestinos dilacerados pela fome e pelo abandono, o que representou, para ele, a miséria e a incompetência das elites políticas. Com uma caneta vermelha, escreveu, em código, um juramento: "N.D. 22-maio-1951 JACI. Aníbal", significando: "Neste dia 22 de maio de 1951, juro acabar com isso. Aníbal".
Aliciado pelo Coronel José Carlos Teixeira Coelho, herói da Força Expedicionária Brasileira e chefe do serviço secreto do Partido de Representação Popular, agremiação política dos integralistas, ingressou no partido, tendo então participado da Secretaria de Estudantes e dirigido o diretório de Bangu. Plínio Salgado foi seu padrinho de casamento. No integralismo, foi fundador do Movimento Águia Branca, que chegou a presidir. Posteriormente, foi secretário-geral do PRP em Minas Gerais. Nos anos 60, foi nomeado por Plínio Salgado para assumir o cargo de Secretário de Doutrina do partido, fiscalizando e orientando suas ações na ortodoxia da doutrina integralista.
Foi diretor de ensino do Serviço Nacional de Aprendizagem Comercial (Senac), ocasião em que geriu algumas pequenas revoluções, inclusive a construção do primeiro Hotel Escola do Brasil, o Hotel Grogotó, em Barbacena. A experiência fez com que, mesmo jovem, fosse reconhecido pela capacidade no setor de mão de obra, seleção, treinamento e colocação. No governo de Juscelino Kubitschek, tendo o PRP recebido o controle do Instituto Nacional de Imigração e Colonização (Inic), Plínio Salgado recomendou Aníbal para a diretoria da Divisão de Colocação, lidando com os imigrantes no trabalho nacional. Coube-lhe, nessa função, além de tarefas de reestruturação e implementação de projetos para a mão de obra estrangeira, a de alocar os milhares de refugiados da Revolução Húngara de 1956. Logo depois, foi destacado representando do INIC para o Grupo Executivo da Indústria Automobilística, instituído pelo Plano de Metas, como responsável pela mobilização e formação de mão de obra. Chegou a ser presidente do Grupo. Implementou junto com o Senai a formação em curto prazo de pessoal qualificado. Com isso, influenciou indiretamente a biografia de Luiz Inácio Lula da Silva, que recebeu sua formação profissional pelo Senai nos programas de Aníbal. Devido ao prazo mínimo para o treinamento ainda ser longo, elaborou uma política de imigração capaz de suprir as necessidades industriais, trazendo da Espanha e da Itália a maior parte da mão de obra necessitada pelo Brasil. Presidiu o Comitê Intergovernamental para as Migrações Europeias, criando uma rede eficiente de seleção, treinamento e colocação.
Em seguida, foi encarregado por Plínio Salgado para implantar os projetos sugeridos pelos bispos do Nordeste, liderados por Dom Hélder Câmara, no combate à grande seca de 1957 e 1958. Isso o levou a dar mais um passo, aplicando uma reforma agrária piloto, ao perceber a importância do problema fundiário nas migrações de nordestinos.
Elegeu-se deputado estadual de Minas Gerais, em 1962. Afastou-se para assumir a recém-criada Secretaria de Abastecimento e Crédito Rural de Minas Gerais, no governo de Magalhães Pinto. Ao mesmo tempo, elaborou o Plano da Agricultura, que seria o carro-chefe da campanha de Juscelino à Presidência da República nas eleições de 1965, focando em um mandato voltado à agricultura, na sequência de um governo predominantemente industrial, com o lema "JK-65: 5 anos de agricultura para 50 de fartura". Foi o Chefe de Informação e Contra-Informação do Golpe Militar de 1964. Poucos meses depois, se decepcionou com a cassação de Juscelino Kubitschek e a prorrogação do mandato de Humberto Castelo Branco, contra o qual havia sido prevenido por Plínio Salgado, mas pensava ser exagero. Voltou-se então contra a ditadura militar, planejando o retorno à democracia. Em 1965, participou dos esforços para a refundação da Ação Integralista Brasileira, como movimento cultural, dos quais saiu a Cruzada de Renovação Nacional.
Foi reeleito deputado estadual em 1966, sendo o mais votado de Belo Horizonte e de todo o Estado de Minas Gerais. Elaborou o Plano Agrícola de Minas Gerais, a pedido de Israel Pinheiro. Em 1967, foi encarregado por Juscelino Kubitschek de estabelecer suas tratativas com Carlos Lacerda para a estruturação da Frente Ampla, tendo seus direitos políticos cassados por isso pelo AI-5, no ano seguinte. Afastado da vida pública, organizou 8 empresas nas áreas de florestamento, indústria e agricultura, e fez os projetos de outras 260 empresas, em vários setores. Em 1972, participou das comemorações dos 40 anos do movimento integralista.
Durante a redemocratização, organizou a contra-informação de Tancredo Neves, auxiliado por Aécio Neves, Milton Seligman e Roseana Sarney. Representou o estado de Minas Gerais na Câmara dos Deputados no período de 1983-1985. Viveu muito proximamente a doença de Tancredo, intermediando os contatos com José Sarney no momento de assumir a Presidência da República. Em 1985, no governo Sarney, sugeriu a criação da Secretaria Especial de Ação Comunitária (SEAC), que assumiu, sendo responsável pela implantação de 45 mil programas comunitários, pelo mutirão habitacional e pelo Programa Nacional do Leite, do qual derivou, décadas depois, o Bolsa Família. Graças aos programas da SEAC, a mortalidade infantil no Brasil reduziu 32% em três anos. Com o sucesso da iniciativa, foi nomeado Ministro do Planejamento, elaborando o polêmico Programa de Ação Governamental, e, por um curto período, exerceu interinamente a Secretaria de Planejamento.
Foi vítima do naufrágio do barco Bateau Mouche IV nas águas da baía de Guanabara, em 31 de dezembro de 1988, no qual perdeu quatro parentes, entre eles sua esposa, Maria José Andrade Teixeira de Sousa.
Voltou à Câmara dos Deputados em 1991. Com o fim do mandato, afastou-se da política, não se candidatando à reeleição em outubro de 1994. Nas eleições presidenciais de 2010, elaborou, com mais cinco pessoas, o plano de governo de Dilma Rousseff, a pedido de Michel Temer. Faleceu em virtude de complicações provocadas por uma pneumonia, em agosto de 2015, na capital mineira.